# A Love Trilogy
A Love Trilogy (с англ. — «Любовная трилогия») — третий студийный альбом американской певицы Донны Саммер, вышедший на лейбле Oasis Records в марте 1976 года.

## Об альбоме
A Love Trilogy был сделан совершенно в том же ключе, что предыдущий альбом Love to Love You Baby — по той же «формуле успеха». Первая сторона представляет собой единую танцевальную дорожку. На второй стороне ещё три сексуально-ориентированных песни Мородера-Белотта со страстными воздыханиями Донны и призывами присоединиться к ней в постели. Здесь же кавер хита Барри Манилоу «Could It Be Magic», который Мородер и Саммер сделали в привычном «диско» ритме и густо насытили сладострастными вздохами-стонами Донны. Обложка альбома изображала Саммер, беззаботно плывущую сквозь облака, снова добавляя к ее образу фантастическую фигуру.
Альбом хорошо продавался по всему миру, в большинстве стран он вошёл в двадцатку популярнейших альбомов, а в Испании и Италии даже возглавил хит-парады. В США альбом занял 21-е место, а также получил золотую сертификацию от Американской ассоциации звукозаписывающих компаний. В Великобритании же он не так хорошо зарекомендовал себя, достигнув только 41-го места в сентябре, примерно через шесть месяцев после релиза.
Сингловые версии «Try Me, I Know We Can Make It» и «Could It Be Magic» не попали в топ-40 Billboard Hot 100, но обе песни стали хитами в танцевальных чартах США.

## Список композиций
| №  | Название                        | Автор(ы)                                  | Длительность |
| -- | ------------------------------- | ----------------------------------------- | ------------ |
| 1. | «Try Me, I Know We Can Make It» | Донна Саммер, Джорджо Мородер, Пит Белотт | 17:57        |

| №  | Название            | Автор(ы)                                  | Длительность |
| -- | ------------------- | ----------------------------------------- | ------------ |
| 2. | «Prelude to Love»   | Донна Саммер, Джорджо Мородер, Пит Белотт | 1:06         |
| 3. | «Could It Be Magic» | Эдриенн Андерсон, Барри Манилоу           | 5:19         |
| 4. | «Wasted»            | Джорджо Мородер, Пит Белотт               | 5:09         |
| 5. | «Come With Me»      | Джорджо Мородер, Пит Белотт               | 4:22         |

## Позиции в хит-парадах
Еженедельные чарты:
| Хит-парад (1976)                    | Высшая позиция |
| ----------------------------------- | -------------- |
| Австралия (Kent Music Report)       | 32             |
| Австрия (Ö3 Austria)                | 8              |
| Великобритания (UK Albums Chart)    | 41             |
| Германия (Offizielle Top 100)       | 24             |
| Испания (PROMUSICAE)                | 1              |
| Италия (Musica e dischi)            | 4              |
| Канада (RPM Top Albums/CDs)         | 6              |
| Норвегия (VG-lista)                 | 14             |
| США (Billboard 200)                 | 21             |
| США (Billboard Soul LPs)            | 16             |
| Финляндия (Suomen virallinen lista) | 14             |
| Франция (IFOP)                      | 4              |
| Швеция (Sverigetopplistan)          | 18             |

Годовые чарты:
| Год  | Хит-парад                          | Позиция |
| ---- | ---------------------------------- | ------- |
| 1976 | Канада (RPM Year-End)              | 51      |
| 1976 | США (Billboard Top Popular Albums) | 79      |

## Сертификации
| Регион | Сертификация | Продажи  |
| --- | ------------ | -------- |
| Великобритания (BPI) | Золотой      | 100 000^ |
| США (RIAA) | Золотой      | 500 000^ |
| Франция (SNEP) | 2× Золотой   | 373 200  |
| * Данные о продажах приведены только на основе сертификации. ^ Данные о тиражах приведены только на основе сертификации. |              |          |